# Kangamiut Holding
Kangamiut Holding A/S er en dansk fødevarevirksomhed med hovedsæde i Dronninglund. Virksomheden blev stiftet i 1975 af Niels Vinther Rasmussen og Jørgen Urne. Kangamiut Holding A/S havde i regnskabsåret 2009 en omsætning på 1,868 mia. kr. og et nettoresultat på 24,6 mio. kr. Det gennemsnitlige antal medarbejdere var 46 (2009).
Datterselskabet Kangamiut Seafood er en af Danmarks største eksportører af frosne fisk og skaldyr. Selskabets produkter der omfatter torsk, kuller, sandart, krabber, hellefisk, rejer og kammuslinger stammer hovedsageligt fra Nordatlanten og Barentshavet.